# Lange Zählung

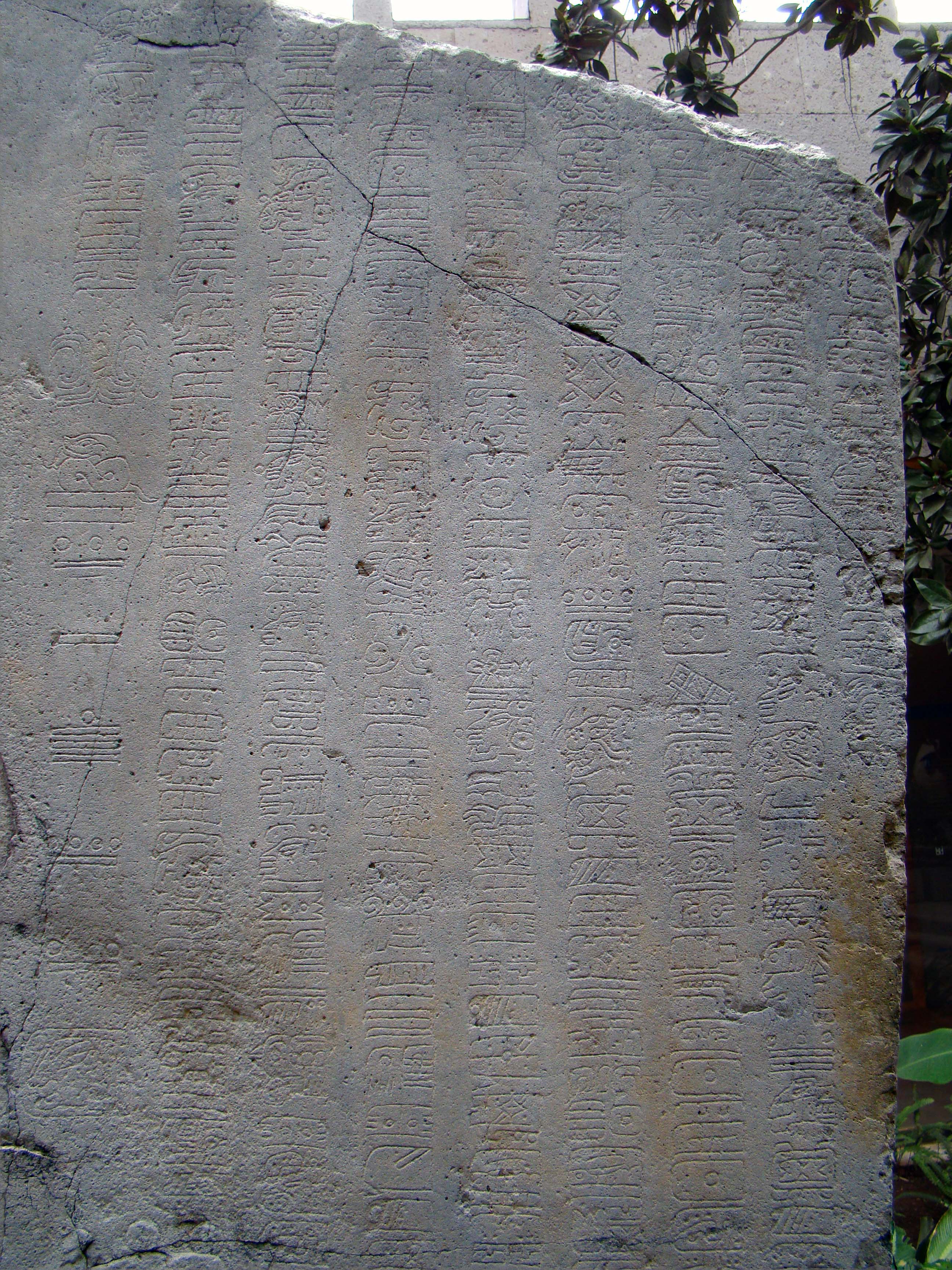
La Mojarra Stele 1 mit der Zeitangabe 8.5.16.9.7 (11. Juli 156) in der linken Reihe

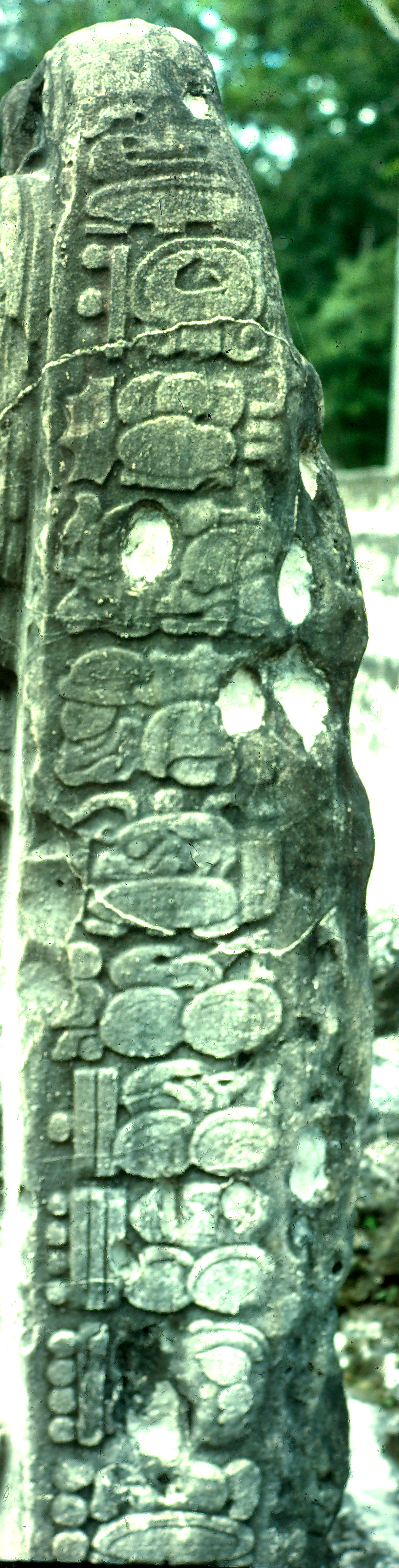
Tikal Stele 10 (rechte Seite), in der 9. Zeile die Angabe 19 pictun

Die Lange Zählung ist ein Kalender zur Tageszählung im System des Maya-Kalenders.
Da sich die Datumsangaben der Maya wiederholten:
- im rituellen Tzolkin-Kalender alle 260 Tage
- im zivilen Haab-Kalender alle 365 Tage
- die Kombinationen der beiden Kalenderangaben alle 52 Haab-Jahre, d. h. in jeder Kalenderrunde,

benötigten sie für astronomische Berechnungen und die Geschichtsaufzeichnung einen weiteren Kalender, der längere Zeiträume eindeutig beschreiben konnte, die Lange Zählung.

## Funktionsweise
Zur fortlaufenden Tageszählung benutzten die Maya wie beim Tzolkin- und Haab-Kalender ein (modifiziertes) Zwanzigersystem. Die Schreibweise der Langen Zählung lautet z. B. 9.12.11.5.18 und bedeutet 9 Baktun 12 Katun 11 Tun 5 Uinal 18 Kin. Die höchsten Stellenwerte werden zuerst genannt, also genau anderherum als wir es mit unseren Kalenderdaten tun (vgl. 7. Februar 1969), aber genau so, wie es den einzelnen Ziffern bzw. Stellen in unseren Zahlen entspricht (vgl. 1969).
Auch höhere Zahlenwerte wurden gelegentlich benutzt, so sind auf Stele 9 aus Cobá 15 Stellenwerte über alautun verzeichnet.
| Name               | Stellenwertposition | Berechnung    | Zahlenwert in Tagen | entspricht ca. x westlichen Jahren |
| ------------------ | ------------------- | ------------- | ------------------- | ---------------------------------- |
| kin (wörtl. Sonne) | 1                   | 1             | 1                   |                                    |
| uinal              | 2                   | 20 k'in       | 20                  | (1 Maya-"Monat")                   |
| tun                | 3                   | 18 uinal      | 360                 | 0,99                               |
| k'atun             | 4                   | 20 tun        | 7.200               | 19,7                               |
| baktun             | 5                   | 20 k'atun     | 144.000             | 394,3                              |
| pictun             | 6                   | 20 baktun     | 2.880.000           | 7.885,0                            |
| calabtun           | 7                   | 20 pictun     | 57.600.000          | 157.700,2                          |
| kinchiltun         | 8                   | 20 calabtun   | 1.152.000.000       | 3.154.004,1                        |
| alautun            | 9                   | 20 kinchiltun | 23.040.000.000      | 63.080.082,1                       |

Die Zahlenfolge der seit dem Anfangstag der Zählung abgelaufenen Tage, in der klassischen Maya-Zeit übereinander geschrieben, wurde ergänzt durch die genaue Tagesbezeichnung der Kalenderrunde, also mit dem Tzolkin- und dem Haab-Datum, z. B. 4 Ahau 8 Cumku.
Die einzelnen Stellen laufen jeweils von 0 bis 19, bis auf die vorletzte Stelle (Uinal), die nur bis 17 läuft. Dadurch, dass 1 Tun nur 18 statt 20 Uinal hat, dauert ein Tun 360 Tage, also etwa ein Haab-Jahr.
Als gesichert gilt, dass der Beginn der gegenwärtigen Maya-Schöpfung auf das Datum 13.0.0.0.0 4 Ahau 8 Cumku fällt (11. oder 13. August 3114 v. u. Z.; vgl. unten Korrelationsproblem); damit ist 13 Baktun 0 Katun 0 Tun 0 Uinal 0 Kin 4 Ahau 8 Cumku der Anfangspunkt des Maya-Kalenders. Die Zeitangabe 0.0.0.0.0 verwendeten die Maya nicht, das erste Baktun wurde 13 statt 0 genannt. Es mag unlogisch erscheinen, dass die Maya ihren Kalenderanfang nicht 0.0.0.0.0 schrieben, sondern 13.0.0.0.0; dies lässt sich jedoch mit der religiösen Bedeutung der Zahl 13 erklären. Rein rechnerisch betrachtet steht die Angabe 13.0.0.0.0 für den Anfangspunkt des Kalendersystems allerdings tatsächlich für 0.0.0.0.0. Nach Vollendung des Zyklus 13 Baktun sprang die Zählung auf 1 Baktun, somit korreliert die Lange Zählung 1.0.0.0.0 mit dem 10. oder 12. November 2720 v. u. Z.
Von besonderem Interesse ist das erneute Auftreten des Datums 13.0.0.0.0 (der 21. oder 23. Dezember 2012), da diese Lange Zählung zum ersten Mal seit dem Anfangspunkt wieder dem Schöpfungstag entspricht. Für die Maya wäre die Wiederkehr dieser Konstellation zwar von ritueller Bedeutung gewesen, es gibt jedoch keine Beweise dafür, dass ein solches Ereignis in der Vorstellung der Maya das Ende der Welt oder den Beginn einer neuen Schöpfung bedeutet hätte; ganz im Gegenteil, die Maya haben kalendarische Ereignisse bis weit in die Zukunft datiert. Außerdem wäre dieser vermeintliche „Weltuntergangstag“ im Dezember 2012 ein 4 Ahau 3 Kankin und kein 4 Ahau 8 Cumku, wie dies am Schöpfungstag der Fall war, und stimmt somit ohnehin nicht exakt überein.
Für in die Zukunft gerichtete Daten folgt auf 13 Baktun nicht erneut 1 Baktun, sondern ganz regulär 14 Baktun, darauf wiederum 15 Baktun usw. Nach Vollendung von 19 Baktun springt der Kalender nicht auf 20 Baktun, sondern zurück auf 0 Baktun. Um Eindeutigkeit herzustellen, wird nun eine neue Zähleinheit in die Lange Zählung aufgenommen, das Pictun (1 Pictun = 20 Baktun), sodass das Datum sechsstellig wird. Als Beispiel kann das 80. Kalenderrundenjubiläum der Thronerhebung von K'inich Janaab' Pakal I. dienen, das in einer Inschrift mit 1 Pictun 0 Baktun 0 Katun 0 Tun 0 Uinal 8 Kin 5 Lamat 1 Mol angegeben wird (1.0.0.0.0.8 bzw. 23. Oktober 4772). Daraus ergibt sich, dass
- sich kein Datum jemals exakt wiederholen kann bzw. jeder Tag im Kalendersystem der Maya absolut einzigartig ist und
- der Maya-Kalender theoretisch auf die Unendlichkeit hin ausgerichtet ist.[1]

## Tzolkin und Haab
Da die letzte Stelle des Langen Zählers jeweils 20 Tage (Kin) zählt, besteht eine eindeutige Zuordnung zu den zwanzig Tagesnamen des Tzolkin-Kalenders:
```
 0 = Ahau,     1 = Imix,   2 = Ik,     3 = Akbal,   4 = Kan,
 5 = Chiccan,  6 = Cimi,   7 = Manik,  8 = Lamat,   9 = Muluc,
10 = Oc,      11 = Chuen, 12 = Kb,    13 = Ben,    14 = Ix,
15 = Men,     16 = Cib,   17 = Kaban, 18 = Edznab, 19 = Cauac.
```

Das Haab-Datum 8 Cumku fällt erst nach 379.600 Haab-Jahren wieder auf ein Datum, in dem 13.0.0.0.0 vorkommt.

## Korrelationsproblem
Es gibt bis heute keine eindeutige Zuordnung von Kalenderdaten der Langen Zählung zu denen des gregorianischen Kalenders.
Man geht jedoch davon aus, dass die nach dem Engländer John Eric Sidney Thompson benannte Thompson-Korrelation zutrifft, nach der das Datum 13.0.0.0.0 dem julianischen Datum 584.283 entspricht (nicht zu verwechseln mit dem julianischen Kalender). Die Lange Zählung beginnt damit am 11. August 3114 v. u. Z. gregorianischer Zeitrechnung und erreichte zur Wintersonnenwende am 21. Dezember 2012 erneut den Stand 13.0.0.0.0.
Ausgehend von den Daten aus der klassischen Mayazeit belegen neuere Untersuchungen auf der Basis vieler unterschiedlicher Quellen als Anfangsdatum der Langen Zählung den gregorianischen Tag 13. August 3114 v. u. Z (13.0.0.0.0 4 Ahau 8 Cumku) und damit den Korrelationsvorschlag 584.285.

## Frühe Datierungen
| Fundstätte      | Name              | Lange Zählung | Gregorianisches Datum    | Provinz, Land                          |
| --------------- | ----------------- | ------------- | ------------------------ | -------------------------------------- |
| Chiapa de Corzo | Stele 2           | 7.16.3.2.13   | 6. Dezember 36 v. u. Z.  | Chiapas, Mexiko                        |
| Tres Zapotes    | Stele C           | 7.16.6.16.18  | 1. September 32 v. u. Z. | Veracruz (Bundesstaat), Mexiko         |
| El Baúl         | Stele 1           | 7.19.15.7.12  | 2. März 37               | Escuintla, Guatemala                   |
| Abaj Takalik    | Stele 5           | 8.3.2.10.15   | 19. Mai 103              | Retalhuleu, Guatemala                  |
| Abaj Takalik    | Stele 5           | 8.4.5.17.11   | 3. Juni 126              | Retalhuleu, Guatemala                  |
| La Mojarra      | Stele 1           | 8.5.3.3.5     | 19. Mai 143              | Veracruz, Mexiko                       |
| La Mojarra      | Stele 1           | 8.5.16.9.7    | 11. Juli 156             | Veracruz, Mexiko                       |
| bei La Mojarra  | Tuxtla-Statuette  | 8.6.2.4.17    | 12. März 162             | Veracruz, Mexiko                       |
| Tikal           | Stele 29          | 8.12.14.8.15  | 8. Juli 292              | Petén, Guatemala (ältestes Maya-Datum) |
| Tikal (?)       | Leidener Plakette | 8.14.3.1.12   | 17. September 320        | Leiden, Niederlande                    |

Generell ist festzustellen, dass alle frühen Datierungen aus vollständigen Zahlenreihen bestehen (z. B. 8.6.2.4.17), wohingegen spätere Datierungen zumeist eine „0“ in der uinal- und k'in-Stelle haben (z. B. 9.16.5.0.0), manchmal auch an der tun-Stelle. Daraus ist zu schließen, dass die frühen Datierungen sich tatsächlich auf einen konkreten Tag beziehen, während bei den späteren Daten ein Kalenderereignis (z. B. Ende bzw. Anfang eines tun- oder uinal-Zyklus) im Vordergrund stand. Es ist auch möglich, dass konkrete Ereignisse (z. B. Herrschaftsantritt oder Thronjubiläen) bei den späteren Datierungen auf einen entsprechenden – glückverheißenden(?) – Tag gelegt wurden.

## Letzte Datierungen
| Fundstätte   | Name               | Gregorianisches Jahr | Provinz, Land    |
| ------------ | ------------------ | -------------------- | ---------------- |
| Toniná       | Monument 101       | 909                  | Chiapas, Mexiko  |
| Itzimté      | Stela 6            | 910                  | Campeche, Mexiko |
| Xtampak      | Gewölbedeckstein 2 | 948                  | Campeche, Mexiko |
| Chichén Itzá | Osario-Pfeiler     | 998                  | Yucatán, Mexiko  |

Mit der Einstellung der Verwendung der Langen Zählung endet auch die Klassische Periode der Maya-Kultur.